# Melicope glabra
Melicope glabra là một loài thực vật có hoa trong họ Cửu lý hương. Loài này được (Blume) T.G. Hartley mô tả khoa học đầu tiên năm 1994.